# Sabine Zissener
Sabine Zissener este un om politic german, membră a Parlamentului European în perioada 1999-2004 din partea Germaniei. 
1. ↑  Deputații în Parlamentul European